# Brodersby, Rendsburg-Eckernförde
Brodersby là một đô thị thuộc quận Rendsburg-Eckernförde, bang Schleswig-Holstein.